# Величко Борис Федорович
Бори́с Фе́дорович Ве́личко (нар. 19 червня 1931, смт Вовчоярівка — 9 вересня 2017, Нікополь) — спеціаліст з області електротерміі феросплавів, двічі лауреат Державної премії України в галузі науки і техніки, Герой Соціалістичної Праці, почесний директор ПАТ НЗФ, Академік Академії Інженерних наук, почесний громадянин міста Нікополь.

## Біографія
Народився 19 червня 1931 року в смт Вовчоярівка Попаснянського району Луганської області. Батько, Федір Михайлович, навчався в Кам'янці-Подольському технологічному інституті на спеціальності інженер-керамік. По закінченні, забрав дружину Марію Іванівну та сина і переїхав до Донецька, де працював на содовому заводі керамічних виробів. У 1936 р. народився молодший брат Бориса — Станіслав. У 1940 р. Федора Михайловича було направлено у місто Сороки (Молдова) заступником голови міської ради, звідси у 1941 р. пішов на війну (з якої повернувся у 1946 р. у званні капітан). Родина повернулась до Вовчоярівки.
Школу (10 класів) Борис закінчив зі срібною медаллю. Разом з другом Олексієм Богуцьким поїхав поступати до Москви в Бауманське училище, але обидва поступили в Інститут сталі та сплавів (Олексій кинув навчання за рік). Практику проходив на Запорізькому заводі феросплавів, після навчання отримав направлення на роботу в місто Челябінськ (Росія).
Після аварії на Челябінської АЕС в 1958 році, за рекомендаціями лікарів, перевіз дружину Тамару та сина Олега до Запоріжжя, де влаштувався працювати майстром на місцевому феросплавному заводі. У 1967 році родина переїхала до Нікополя, Борис Федорович став працювати на Нікопольському феросплавному заводі.
Любить читати, співати. Має велику бібліотеку та колекцію музичних платівок та касет. Під час командирування до Італії зустрічався з Лучано Паваротті.

### Родина
- Дружина, Тамара Василівна — Заслужений працівник освіти України, викладала історію та суспільствознавство в СШ№ 15.
- Син, Олег (помер) — працював заступником головного лікаря Запорізького обласного кардіологічного діспансеру.
- Онука, Оксана.

### Трудова діяльність
- З 1949 р. по 1954 р. навчався у Московському інституті сталі та сплавів на факультеті електрометалургії.
- З 1954 р. по 1962 р. працював на Челябінському електрометалургічному комбінаті, спочатку помічником майстра, а згодом старшим диспетчером комбінату.
- З 1962 р. працював на Запорізькому заводі феросплавів на посаді заступника начальника плавильного цеху.
- З жовтня 1967 р. по 1987 р. працював на НЗФ на посадах: начальник плавильного цеху, начальник відділу, головний інженер заводу.
- З 1987 р. по 1995 р. — директор Нікопольського заводу феросплавів.
- З 1995 р. по 1999 р. — заступник голови правління ВАТ «НЗФ».
- З 1999 р. по 2002 р. — депутат Нікопольської міської ради.
- З 2009 р. — почесний директор ВАТ «НЗФ» (яке у 2011 р. змінило найменування на ПАТ «НЗФ»[4]).

## Відзнаки
- 1971 рік — медаль «За доблесну працю» та орден Орден Трудового Червоного Прапора;
- 1986 рік — лауреат Державної премії УРСР в галузі науки і техніки.
- У березні 1991 року — наказом Президента СРСР М. С. Горбачова було присуджено звання Героя Соціалістичної Праці та нагороджено Орденом Леніна та Медаллю «Золота Зірка».
- 1991 рік — Премія Ради Міністрів СРСР.
- 1998 рік — лауреат Державної премії України в галузі науки і техніки.
- 1998 рік — почесний громадянин м. Нікополь.

## Цікаві факти
- У зв'язку з тим, що в московському Бауманському училище не надавали гуртожиток, Борису Федоровичу порадили віднести документи до Інституту сталі та сплавів.
- Борис Федорович не хотів переїжджати з Запоріжжя, кидати налагоджений побут, квартиру на березі річки Дніпро і переводитись у Нікополь, на меншу заробітну платню, тому відповів відмовою директору Запорізького заводу Диханову на пропозицію змінити місце роботи. Але за неофіційним наказом заступника міністра ГМК Шеремет'єва був змушений переїхати до Нікополя.
- Завдяки знайомству з представниками люксембурзької компанії Shauri, яка спеціалізувалася на продажу металу та феросплавів, дізнався про правила менеджменту та змінив радянську думку: «Спершу — виробництво, потім — продаж» на «Виробництво — це пів справи, головне — успішно продати».
- Борис Федорович — останній серед тих, хто отримав звання Героя Соціалістичної Праці.